# 時代劇法廷
『時代劇法廷』（じだいげきほうてい）は、時代劇専門チャンネルで2010年10月から放送されているテレビシリーズ（法廷劇）。正式な番組タイトルは『時代劇法廷 被告人は○○』で、○○の部分に各回の主要人物の名前が入る。渡辺いっけい主演。

## 概要
時代劇専門チャンネルのオリジナル番組。第3弾「被告人は田沼意次」は、第48回ギャラクシー賞テレビ部門選奨を受賞。CS放送初のギャラクシー賞受賞作品となった。
渡辺いっけい演じる“時代劇検察官”が歴史上の人物を被告人として召喚。現代的裁判に則り様々な証人や物証を用いて追及していくというストーリーを軸に、歴史にまつわる雑学情報が織り込まれた"テレビドラマ"＋"情報番組"＋"時代劇"の知的エンターテインメント。
各回を本編では"CASE"と呼称。CASE 1から3までを第1シリーズ、CASE 4から9までを第2シリーズとしている。
2012年6月18日から28日にかけて「時代劇法廷 大判例集」と題し、それまでに放送された全9作品を平日昼夜に1日1作ずつ放送した。
番組自体は、2012年3月20日放送の「CASE 9 被告人は土方歳三」で一旦終了したが、同回終了から約3年後の2015年3月21日に、3年ぶりの新作である「CASE 10 被告人は坂本龍馬」が、現時点で唯一のスペシャル番組として放送された。なお、このスペシャル版のみ、ニコニコ生放送に於いて同じ時間帯でサイマル放送された。
3年ぶりのスペシャル版の放送に先立って、過去に放送された全9作品を、『時代劇法廷祭り』と銘打ち、2015年3月10日から3月20日にかけて平日22:00枠で1日1作ずつ放送した（後日平日深夜25:00枠でリピート放送の予定）。また、同年3月20日23:00から3月23日01:00にかけて放送された時代劇専門チャンネルとニコニコ生放送とのコラボ企画『ちょんまげ祭り 50時間一挙放送!』内で、それぞれ2回ずつ放送された。

## 番組内容
- 大審院の時代から現代に至るまで密かに開廷されてきたという設定。歴史の彼方から「時の扉」を抜けて歴史上の人物が被告人や証人として召喚される。
- 開廷前（プロローグ）と閉廷後（エピローグ）の場面、法廷でのやり取りの多くはコメディタッチで展開される。
- 第2シリーズまでの作品において弁護士は登場しない（※弁護人は登場する）。
- 「時の扉」はどこでもドア風の片開き戸で、開廷(閉廷)になると裁判官席の前に出現。人を通した後は消失する[1]。扉の向こうの空間には青空が広がっている。
- 番組冒頭と終わりに、サミュエル・ジョンソンの名言「あらゆる歴史はそれが当代の証拠によって支持されない限りロマンスである」がテロップで表示される。
- 番組の最後には「この番組は歴史事実に基づいていますがフィクションであり現行の法律に準拠するものではありません」との字幕が表示される。

## キャスト

### メインキャスト
時代劇検察官 - 渡辺いっけい
歴史の真実を追い求めることを職務としている。現代的な視点から公判活動を行う。これまでの戦績は全戦全敗。
証人 - 井沢元彦（作家）
歴史に精通している作家として本人役で出演。事件の背景を新説や裏話なども交えて分かりやすく解説する。おもに検察側の証人を務めるが、時には被告人の弁護を買って出ることもある。第7弾では証人ではなく『徹子の部屋』のパロディ・コーナー「検察官の部屋」のゲストとして登場した。
裁判官（声） - 江川央生
裁判官は声のみの出演で姿は映らない。よって裁判官席は常に空席の状態。ただし、木槌を叩く場面で手が映り込むことがある。

### ゲスト出演者
| CASE | サブタイトル       | 出演者（役名・役柄） |
| ---- | ------------------ | --- |
| 1    | 被告人は服部半蔵   | 河野洋一郎（服部半蔵）、小林勝也（徳川家康・証人）、黒井宏光（証人）、山本啓之（黒衣）、石田亮介（黒衣） |
| 2    | 被告人は徳川慶喜   | 長谷川朝晴（徳川慶喜）、岡野真那美（天璋院篤姫・証人）、山本啓之（黒衣）、石田亮介（黒衣） |
| 3    | 被告人は田沼意次   | 佐藤B作（田沼意次）、波岡一喜（松平定信・証人）、矢柴俊博（平賀源内）、土屋史子（女子高生しみず）、桃林堂・店主（VTR出演）                                                                                    |
| 4    | 被告人は徳川吉宗   | 福士誠治（徳川吉宗）、眞島秀和（大岡忠相・弁護人）、森下哲夫（爺ぃ・付き人）、茅島成美（女性時代劇ファン小百合）                                                                                              |
| 5    | 被告人は春日局     | 毬谷友子（春日局）、松山愛佳（お万・証人）、吉村涼（お玉・証人）、板倉茶屋要・店主（VTR出演） |
| 6    | 被告人は大石内蔵助 | 宇梶剛士（大石内蔵助）、市川勇（吉良上野介・証人）、吉川裕朋（寺坂吉右衛門・弁護人） |
| 7    | 被告人は千利休     | 品川徹（千利休）、不破万作（豊臣秀吉・証人）、矢柴俊博（ルイス・フロイス/証人） |
| 8    | 被告人は源頼朝     | 升毅（源頼朝）、川上麻衣子（北条政子・被告人代理）、君沢ユウキ（源九郎義経・証人）、渕脇レイナ（美女・歴女）                                                                                                  |
| 9    | 被告人は土方歳三   | 高橋一生（土方歳三）、中野英樹（近藤勇・証人）、林和義（勝海舟・証人）、津村英哲（市村鉄之助）、栗塚旭（本人役・VTR出演）                                                                                     |
| 10   | 被告人は坂本龍馬   | 溝端淳平（坂本龍馬）、伊藤えん魔（西郷隆盛・証人）、上山竜治（高杉晋作・証人）、岡本玲（楢崎龍(お龍)・証人）、小田原れみ（千葉さな子・証人）、吉田桃華（桜井桃子/アナウンサー）、大高洋夫（未来時代劇検察官） |

## 放送作品
| CASE | 初回放送日（放送時間） | サブタイトル       | 脚本              | 演出     | 被告人の罪名   | 公訴事実 |
| ---- | ---------------------- | ------------------ | ----------------- | -------- | -------------- | --- |
|      | 第1シリーズ            |                    |                   |          |                | |
| 1    | 2010年10月11日（43分） | 被告人は服部半蔵   | 佐藤万里          | 大里治麿 | 詐欺罪         | 本当の忍者ではないにもかかわらず、伊賀忍者の名を騙り多くの人々を騙している |
| 2    | 2010年11月27日（46分） | 被告人は徳川慶喜   | 佐藤万里          | 大里治麿 | 名誉毀損罪     | 徳川家の将軍にあるにもかかわらず、その責任を放棄し徳川幕府を崩壊に至らしめ、その名誉を著しく傷つけた |
| 3    | 2011年2月13日（47分）  | 被告人は田沼意次   | 久保裕章          | 北川学   | 収賄罪         | 徳川幕府老中という立場を利用し世に金権政治をはびこらせたばかりでなく、自らもたっぷりと私腹を肥やした |
|      | 第2 シリーズ           |                    |                   |          |                | |
| 4    | 2011年10月10日（50分） | 被告人は徳川吉宗   | 久保裕章          | 大里治磨 | 詐欺罪         | 目安箱の設置や数々の逸話から、さも庶民の味方であるようなイメージをでっち上げ、後々にいたるまで揺るぎなきスターダムを築き上げた。 しかし、その実像は苛烈や倹約政策と重税を推し進め庶民たちを疲弊させた張本人である |
| 5    | 2011年11月23日（59分） | 被告人は春日局     | 早野円            | 根本和政 | 職権乱用罪     | 女の園・大奥の最高権力者という立場を利用し私利私欲を貪った |
| 6    | 2011年12月23日（48分） | 被告人は大石内蔵助 | 早野円            | 北川学   | 威力業務妨害罪 | 大勢の部下を従え首謀者として私怨によるテロ行為に及んだ。その結果、幕府に反逆し平和な民衆の生活を脅かした |
| 7    | 2012年1月9日（49分）   | 被告人は千利休     | 久保裕章          | 北川学   | 詐欺罪         | 時の権力者・豊臣秀吉のもと当時の茶の湯界の権威を独占、その権威をかさにきて様々な悪徳商法を用い私腹を肥やした |
| 8    | 2012年2月18日（51分）  | 被告人は源頼朝     | 久保裕章          | 根本和政 | 背任罪         | 源氏の家名をあげ、一族を繁栄させる義務のある立場でありながら己の権力誇示のために身内を次々と粛清、源氏一族を弱体化させ著しく損害を与えた                                                                          |
| 9    | 2012年3月20日（54分）  | 被告人は土方歳三   | 久保裕章 根本和政 | 根本和政 | 騒乱罪         | 新選組副長として京の都の人々を不安に陥れたばかりか、鳥羽・伏見の戦いで京を追われたあとも、日本各地のゲリラ戦に参加し地方の平穏を乱しに乱した                                                                      |
|      | スペシャル             |                    |                   |          |                | |
| 10   | 2015年3月21日（110分） | 被告人は坂本龍馬   | 久保裕章          | 根本和政 | 詐欺罪         | 幕末の混乱に乗じ、その巧みなセールストークで様々な藩を渡り歩き、莫大な資金を引き出した末に、当初の計画を二転三転させ、先行き不透明な時代の中、多くの人々を翻弄した                                                |

## スタッフ
- 構成協力：久保裕章（#1,2）
- 脚本協力：西山聡（#8）
- 演出補：安食大輔（#1,2）、本間利幸（#4,5）、松崎亮磨（#6,7）
- 音楽：鈴木達也（#4-9）
- 撮影：佐藤雄介（#1,2）、船橋正成（#3-7）、宿南和茂（#8,9）
- 衣装：大森茂雄（#1-7）、加藤友美（#8,9）
- 協力：フジアール、サンライズアート、オムニバス・ジャパン、ビッグウッド、スポット、明治書院、山田かつら（#1,2）、細野かつら店（#3-9）、清水書院（#3）、小学館（#3,4,6）、豊島屋（#8）
- 音楽協力：フジパシフィック音楽出版（4-9）
- リサーチ：ニューズクリエイト（#4-9）
- 記録：岸田純子（#3,6,7）、森由布子（#4,5）、田中小鈴（#8）、寺田まり（#9）
- プロデューサー助手：後藤妙子（#1-9）
- 美術プロデューサー：杉川廣明（#1-5）、溝川哲郎（#6-9）
- プロデューサー：樋渡典英（日本映画衛星放送）、伊賀宣子、後藤妙子（#10）
- 制作協力：バンエイト
- 制作：日本映画衛星放送（#1-9、#10以降は時代劇専門チャンネル）